# Kingsley Charles Dunham
Pour les articles homonymes, voir Dunham (homonymie).
Sir Kingsley Charles Dunham (2 janvier 1910 – 5 avril 2001) est un géologue et minéralogiste britannique.

## Biographie
Dunham naît à Sturminster dans le Dorset d'où sa famille déménage pendant sa jeunesse pour Durham. Il fait ses études secondaires au Durham Johnston Comprehensive School puis à l'université de Durham où il est diplômé en géologie en 1930 à l'époque ou Arthur Holmes est professeur. Il est aussi un musicien doué et joue de l'orgue au Hatfield College. Il poursuit ses recherches sur le minerai de fer en Angleterre du Nord sous la supervision de Holmes. Dunham reçoit son Ph.D. en 1932
Après une courte période à l'université Harvard, il retourne en Grande-Bretagne comme géologue pour travailler au levé géologique de Grande-Bretagne, il travaille sur les minerais de fer du comté de Cumbria. Ce travail est publié dans The Geology of the North Pennine Orefield.
Dunham revient à l'université de Durham en 1950 comme professeur de géologie. Il supervise le forage de Rokhope pour explorer la structure profonde des gisements de fer des Pennines du Nord, la présence de granite, déjà suspecté, sous les Pennines a été ainsi confirmé.
En 1967 sa carrière culmine avec le poste de directeur du levé géologique de Grande-Bretagne. Dunham est fait chevalier en 1972. Après avoir pris sa retraite en 1975, Dunham devient professeur émérite à Durham, il continue à faire de la recherche et publie sur le minéralogie de l'Angleterre du nord.
Dunham reçoit de nombreux honneurs, membre de la Royal Society en 1955, il reçoit la médaille royale en 1970 ainsi que la médaille Bigsby en 1953, la médaille Murchison en 1966 et la médaille Wollaston en 1976. Il est aussi président de la Yorkshire Geological Society en 1958 et 1959, société dont il reçoit la médaille Sorby. Une dizaine d'université dans le monde le nomme docteur honoris causa.
Il est fait chevalier en 1972.
Pendant ses dernières années sa vue diminue jusqu'à en devenir aveugle, il continue d'assister aux réunions hebdomadaires de Durham avec l'aide d'un de ses collègues. Son fils, qui meurt avant lui, Ansel Dunham, est lui aussi professeur de géologie.

## Publications
- Geology around the university towns: the Durham area, Sir Kingsley Charles Dunham, William Hopkins
- The natural concentration of useful minerals (Abbott memorial lectures, 1964), Kingsley Charles Dunham